# Chartergellus punctatior
Chartergellus punctatior är en getingart som beskrevs av Richards 1978. Chartergellus punctatior ingår i släktet Chartergellus och familjen getingar. Inga underarter finns listade i Catalogue of Life.